# Хафар ель-Батін
Хафар ель-Батін (араб. حفر الباطن, Ḥafar al-Bāṭin), також часто написане як Hafr al-Batin, — місто в мухафазі Хафар-ель-Батін, Східна провінція, Саудівська Аравія. Знаходиться 430 км на північ від Ер-Ріяда, 94,2 км від кордону з Кувейтом і близько 74,3 км від кордону з Іраком. Місто розташоване в сухій долині Ваді аль-Батін, яка є частиною довшої долини річки Ваді аль-Румма (тепер висохла), яка веде вглиб країни до Медіни і раніше впадала в Перську затоку.

## Історія
У 1 столітті після хіджри або в 638 р. н. е. Хафар аль-Батін був лише маршрутом у пустелі, яким проходили паломники, прямуючи до Мекки на хадж . У той час на цій землі не було води, тому паломники подорожували з Іраку до Мекки довгим шляхом без води. Під час правління Османа (644 - 656 рр. н. е.) багато паломників скаржилися на брак води, і Абу-Муса аль-Ашаарі, сподвижник ісламського пророка Мухаммеда відповів, викопавши нові колодязі вздовж маршруту в Аль- Батинська долина. Ім'я Хафар аль-Батін (араб. حفر الباطن, «діра долини Аль-Батін») походить від цього. Він був частиною Кувейту до Укаїрського протоколу 1922 року, згідно з яким він був переданий Саудівській Аравії.

## Клімат
Погода в Хафар-ель-Батін коливається від −2–8 °C в зимові ночі до 40–50 °C протягом літніх днів. Клімат в цілому жаркий і сухий, дощі йдуть лише взимку.
Система класифікації клімату Кеппена-Гейгера класифікує його клімат як гарячу пустелю (BWh).
| Клімат Хафар-ель-Батін (1985-2010) | Клімат Хафар-ель-Батін (1985-2010) | Клімат Хафар-ель-Батін (1985-2010) | Клімат Хафар-ель-Батін (1985-2010) | Клімат Хафар-ель-Батін (1985-2010) | Клімат Хафар-ель-Батін (1985-2010) | Клімат Хафар-ель-Батін (1985-2010) | Клімат Хафар-ель-Батін (1985-2010) | Клімат Хафар-ель-Батін (1985-2010) | Клімат Хафар-ель-Батін (1985-2010) | Клімат Хафар-ель-Батін (1985-2010) | Клімат Хафар-ель-Батін (1985-2010) | Клімат Хафар-ель-Батін (1985-2010) | Клімат Хафар-ель-Батін (1985-2010) |
| Показник                           | Січ.                               | Лют.                               | Бер.                               | Квіт.                              | Трав.                              | Черв.                              | Лип.                               | Серп.                              | Вер.                               | Жовт.                              | Лист.                              | Груд.                              |                                    |
| Середній максимум, °C              | 17,8                               | 21,2                               | 26,5                               | 33,0                               | 39,0                               | 43,0                               | 43,9                               | 44,5                               | 40,6                               | 34,8                               | 27,0                               | 20,1                               |                                    |
| Середня температура, °C            | 11,5                               | 14,3                               | 19,1                               | 25,4                               | 31,5                               | 35,1                               | 36,4                               | 36,7                               | 32,4                               | 26,8                               | 19,9                               | 13,4                               |                                    |
| Середній мінімум, °C               | 5,4                                | 7,3                                | 11,3                               | 17,2                               | 23,1                               | 26,2                               | 27,2                               | 27,3                               | 23,5                               | 18,6                               | 13,3                               | 7,2                                |                                    |
| Норма опадів, мм                   | 31.1                               | 11.4                               | 12.4                               | 16.3                               | 2.1                                | 0.0                                | 0.0                                | 0.1                                | 0.0                                | 5.5                                | 21.9                               | 19.1                               |                                    |
| ---------------------------------- | ---------------------------------- | ---------------------------------- | ---------------------------------- | ---------------------------------- | ---------------------------------- | ---------------------------------- | ---------------------------------- | ---------------------------------- | ---------------------------------- | ---------------------------------- | ---------------------------------- | ---------------------------------- | ---------------------------------- |

## Галерея

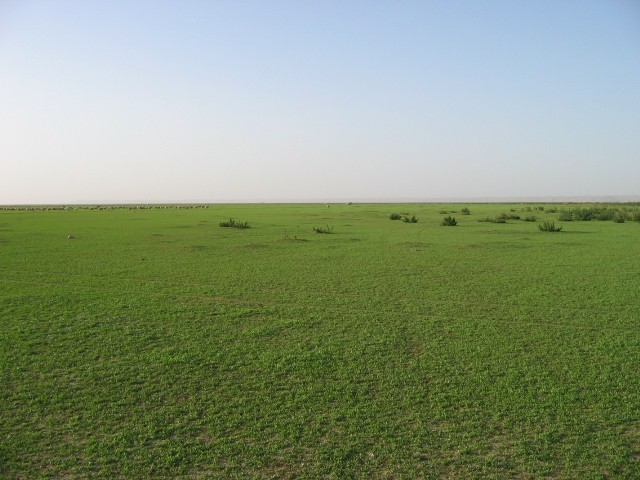
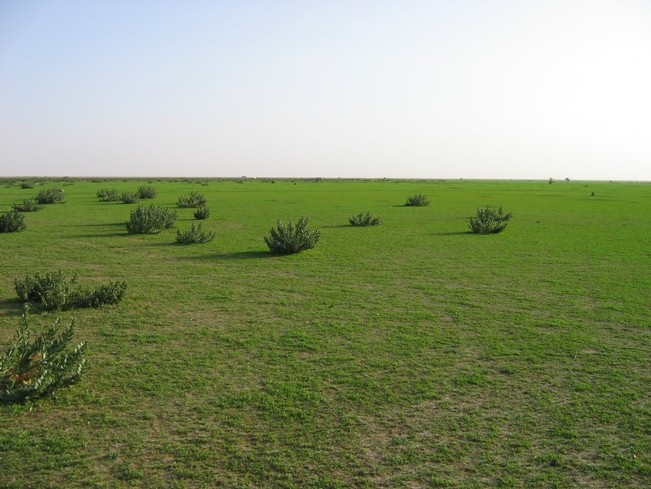
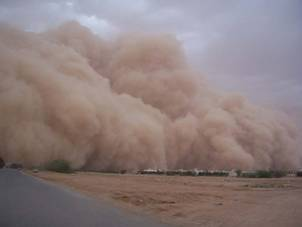
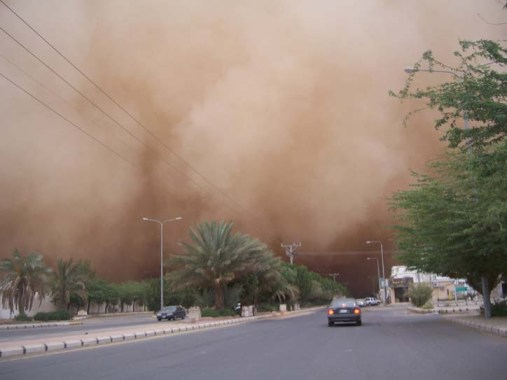
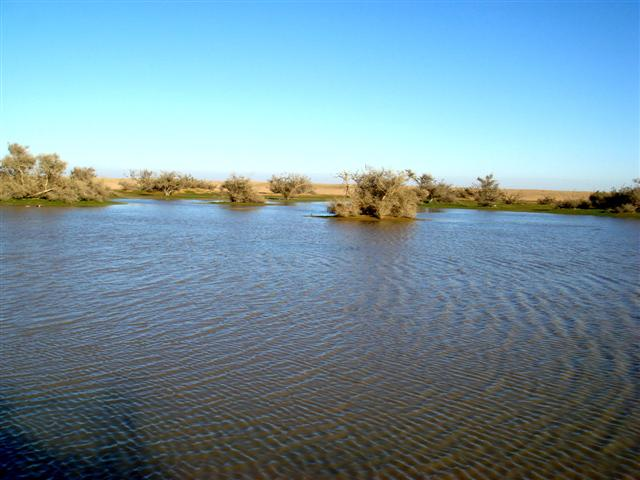
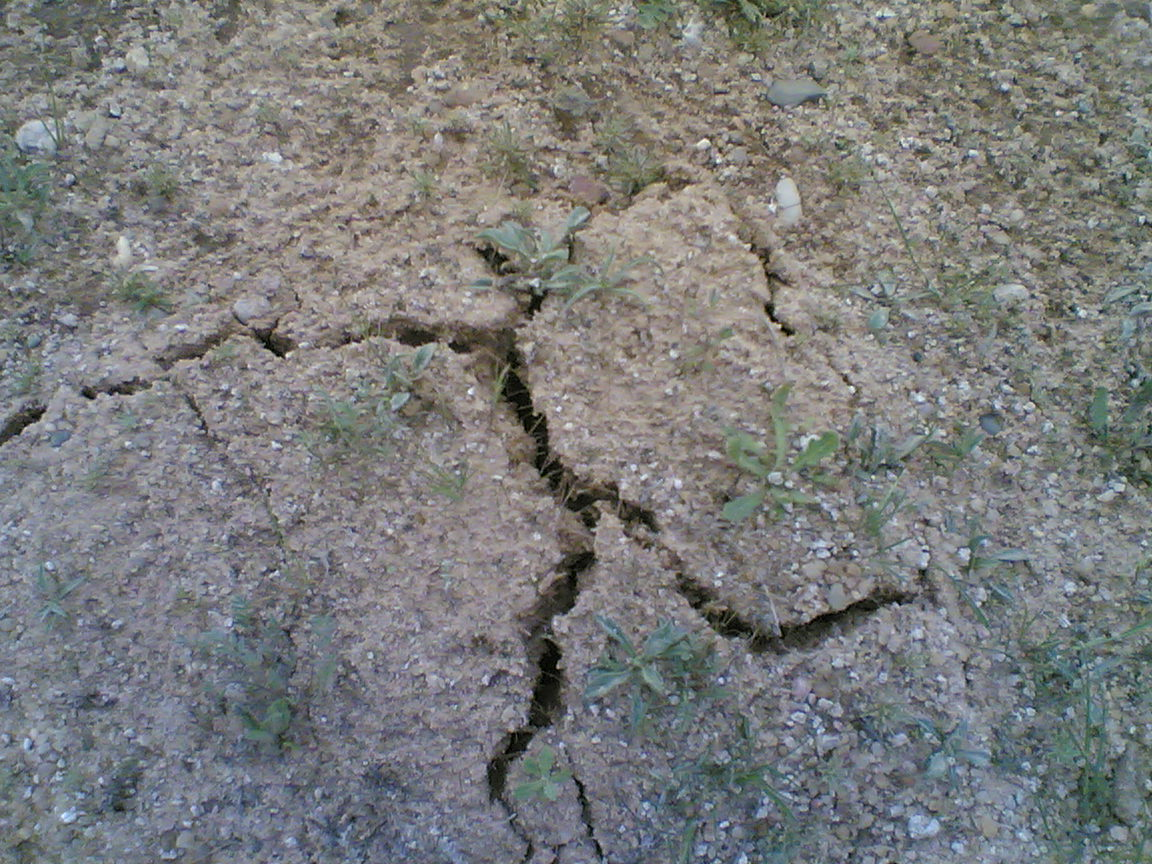
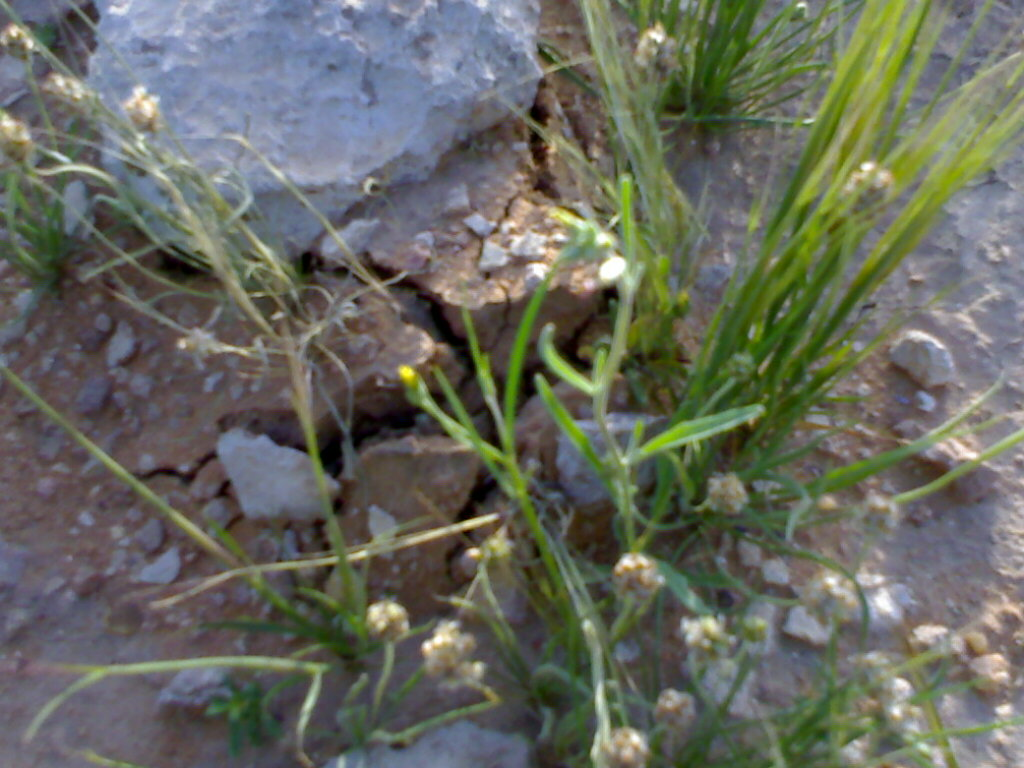

## Дивись також
- Список міст Саудівської Аравії
- Еш-Шаркія
- Аль Батін ФК